# Mimabryna borneotica
Mimabryna borneotica är en skalbaggsart som beskrevs av Stefan von Breuning 1966. Mimabryna borneotica ingår i släktet Mimabryna och familjen långhorningar. Inga underarter finns listade i Catalogue of Life.